# Comunele Croației
Comuna (în croată: općina, plural: općine) este unitatea administrativă care împreună cu orașul formează cel de-al doilea nivel al organizării administrative a Croației. În Croația sunt 428 de comune.

## Lista comunelor

### Nord-vestul Croației

#### Cantonul Koprivnica-Križevci
- Comuna Drnje
- Comuna Đelekovec
- Comuna Ferdinandovac
- Comuna Gola
- Comuna Gornja Rijeka
- Comuna Hlebine
- Comuna Kalinovac
- Comuna Kalnik
- Comuna Kloštar Podravski
- Comuna Koprivnički Bregi
- Comuna Koprivnički Ivanec
- Comuna Legrad
- Comuna Molve
- Comuna Novigrad Podravski
- Comuna Novo Virje
- Comuna Peteranec
- Comuna Podravske Sesvete
- Comuna Rasinja
- Comuna Sokolovac
- Comuna Sveti Ivan Žabno
- Comuna Sveti Petar Orehovec
- Comuna Virje

#### Cantonul Krapina-Zagorje
- Comuna Bedekovčina
- Comuna Budinšćina
- Comuna Desinić
- Comuna Đurmanec
- Comuna Gornja Stubica
- Comuna Hrašćina
- Comuna Hum na Sutli
- Comuna Jesenje
- Comuna Kraljevec na Sutli
- Comuna Krapinske Toplice
- Comuna Konjšćina
- Comuna Kumrovec
- Comuna Marija Bistrica
- Comuna Lobor
- Comuna Mače
- Comuna Mihovljan
- Comuna Novi Golubovec
- Comuna Petrovsko
- Comuna Radoboj
- Comuna Sveti Križ Začretje
- Comuna Stubičke Toplice
- Comuna Tuhelj
- Comuna Veliko Trgovišće
- Comuna Zagorska Sela
- Comuna Zlatar Bistrica

#### Cantonul Međimurje
- Comuna Belica
- Comuna Dekanovec
- Comuna Domašinec
- Comuna Donja Dubrava
- Comuna Donji Kraljevec
- Comuna Donji Vidovec
- Comuna Goričan
- Comuna Gornji Mihaljevec
- Comuna Kotoriba
- Comuna Mala Subotica
- Comuna Nedelišće
- Comuna Orehovica
- Comuna Podturen
- Comuna Pribislavec
- Comuna Selnica
- Comuna Strahoninec
- Comuna Sveta Marija
- Comuna Sveti Juraj na Bregu
- Comuna Sveti Martin na Muri
- Comuna Šenkovec
- Comuna Štrigova
- Comuna Vratišinec

#### Cantonul Varaždin
- Comuna Bednja
- Comuna Beretinec
- Comuna Breznica
- Comuna Breznički Hum
- Comuna Cestica
- Comuna Donja Voća
- Comuna Martijanec
- Comuna Gornji Kneginec
- Comuna Jalžabet
- Comuna Klenovnik
- Comuna Ljubešćica
- Comuna Mali Bukovec
- Comuna Maruševec
- Comuna Petrijanec
- Comuna Sračinec
- Comuna Sveti Đurđ
- Comuna Sveti Ilija
- Comuna Trnovec Bartolovečki
- Comuna Veliki Bukovec
- Comuna Vidovec
- Comuna Vinica
- Comuna Visoko

#### Cantonul Zagreb
- Comuna Bedenica
- Comuna Bistra
- Comuna Brckovljani
- Comuna Brdovec
- Comuna Dubrava
- Comuna Dubravica
- Comuna Farkaševac
- Comuna Gradec
- Comuna Jakovlje
- Comuna Klinča Sela
- Comuna Kloštar Ivanić
- Comuna Krašić
- Comuna Kravarsko
- Comuna Križ
- Comuna Luka
- Comuna Marija Gorica
- Comuna Orle
- Comuna Pisarovina
- Comuna Pokupsko
- Comuna Preseka
- Comuna Pušća
- Comuna Rakovec
- Comuna Rugvica
- Comuna Stupnik
- Comuna Žumberak

### Croația Centrală și de Est

#### Cantonul Bjelovar-Bilogora
- Comuna Berek
- Comuna Dežanovac
- Comuna Đulovac
- Comuna Hercegovac
- Comuna Ivanska
- Comuna Kapela
- Comuna Končanica
- Comuna Nova Rača
- Comuna Rovišće
- Comuna Severin
- Comuna Sirač
- Comuna Šandrovac
- Comuna Štefanje
- Comuna Velika Pisanica
- Comuna Velika Trnovitica
- Comuna Veliki Grđevac
- Comuna Veliko Trojstvo
- Comuna Zrinski Topolovac

#### Cantonul Brod-Posavina
- Comuna Bebrina
- Comuna Brodski Stupnik
- Comuna Bukovlje
- Comuna Cernik
- Comuna Davor
- Comuna Donji Andrijevci
- Comuna Dragalić
- Comuna Garčin
- Comuna Gornja Vrba
- Comuna Gornji Bogićevci
- Comuna Gundinci
- Comuna Klakar
- Comuna Nova Kapela
- Comuna Okučani
- Comuna Oprisavci
- Comuna Oriovac
- Comuna Podcrkavlje
- Comuna Rešetari
- Comuna Sibinj
- Comuna Sikirevci
- Comuna Slavonski Šamac
- Comuna Stara Gradiška
- Comuna Staro Petrovo Selo
- Comuna Velika Kopanica
- Comuna Vrbje
- Comuna Vrpolje

#### Cantonul Karlovac
- Comuna Barilović
- Comuna Bosiljevo
- Comuna Cetingrad
- Comuna Draganić
- Comuna Generalski Stol
- Comuna Josipdol
- Comuna Krnjak
- Comuna Lasinja
- Comuna Netretić
- Comuna Plaški
- Comuna Rakovica
- Comuna Ribnik
- Comuna Saborsko
- Comuna Tounj
- Comuna Vojnić
- Comuna Žakanje

#### Cantonul Osijek-Baranja
- Comuna Antunovac
- Comuna Bilje
- Comuna Bizovac
- Comuna Čeminac
- Comuna Čepin
- Comuna Darda
- Comuna Donja Motičina
- Comuna Draž
- Comuna Drenje
- Comuna Đurđenovac
- Comuna Erdut
- Comuna Ernestinovo
- Comuna Feričanci
- Comuna Gorjani
- Comuna Jagodnjak
- Comuna Kneževi Vinogradi
- Comuna Koška
- Comuna Levanjska Varoš
- Comuna Magadenovac
- Comuna Marijanci
- Comuna Petlovac
- Comuna Petrijevci
- Comuna Podravska Moslavina
- Comuna Podgorač
- Comuna Popovac
- Comuna Punitovci
- Comuna Satnica Đakovačka
- Comuna Semeljci
- Comuna Strizivojna
- Comuna Šodolovci
- Comuna Trnava
- Comuna Viljevo
- Comuna Viškovci
- Comuna Vladislavci
- Comuna Vuka

#### Cantonul Požega-Slavonia
- Comuna Brestovac
- Comuna Čaglin
- Comuna Jakšić
- Comuna Kaptol
- Comuna Velika

#### Cantonul Sisak-Moslavina
- Comuna Donji Kukuruzari
- Comuna Dvor
- Comuna Gvozd
- Comuna Hrvatska Dubica
- Jasenovac
- Comuna Lekenik
- Comuna Lipovljani
- Comuna Majur
- Comuna Martinska Ves
- Comuna Sunja
- Comuna Topusko
- Comuna Velika Ludina

#### Cantonul Virovitica-Podravina
- Comuna Crnac
- Comuna Čačinci
- Comuna Čađavica
- Comuna Gradina
- Comuna Lukač
- Comuna Mikleuš
- Comuna Nova Bukovica
- Comuna Pitomača
- Comuna Sopje
- Comuna Suhopolje
- Comuna Špišić Bukovica
- Comuna Voćin
- Comuna Zdenci

#### Cantonul Vukovar-Srijem
- Comuna Andrijaševci
- Comuna Babina Greda
- Comuna Bogdanovci
- Comuna Borovo
- Comuna Bošnjaci
- Comuna Cerna
- Comuna Drenovci
- Comuna Gradište
- Comuna Gunja
- Comuna Ivankovo
- Comuna Jarmina
- Comuna Lovas
- Comuna Markušica
- Comuna Negoslavci
- Comuna Nijemci
- Comuna Nuštar
- Comuna Privlaka
- Comuna Stari Jankovci
- Comuna Stari Mikanovci
- Comuna Tompojevci
- Comuna Tordinci
- Comuna Tovarnik
- Comuna Trpinja
- Comuna Vođinci
- Comuna Vrbanja
- Comuna Štitar

### Croația Adriatică

#### Cantonul Dubrovnik-Neretva
- Comuna Blato
- Comuna Dubrovačko primorje
- Comuna Janjina
- Comuna Konavle
- Comuna Kula Norinska
- Comuna Lastovo
- Comuna Lumbarda
- Comuna Mljet
- Comuna Orebić
- Comuna Pojezerje
- Comuna Slivno
- Comuna Smokvica
- Comuna Ston
- Comuna Trpanj
- Comuna Vela Luka
- Comuna Zažablje
- Comuna Župa dubrovačka

#### Cantonul Istria
- Comuna Bale
- Comuna Barban
- Comuna Brtonigla
- Comuna Cerovlje
- Comuna Fažana
- Comuna Gračišće
- Comuna Grožnjan
- Comuna Kanfanar
- Comuna Karojba
- Comuna Kaštelir
- Comuna Kršan
- Comuna Lanišće
- Comuna Ližnjan
- Comuna Lupoglav
- Comuna Marčana
- Comuna Medulin
- Comuna Motovun
- Comuna Oprtalj
- Comuna Pićan
- Comuna Raša
- Comuna Sveta Nedelja
- Comuna Sveti Lovreč
- Comuna Sveti Petar u Šumi
- Comuna Svetvinčenat
- Comuna Tar-Vabriga
- Comuna Tinjan
- Comuna Višnjan
- Comuna Vižinada
- Comuna Vrsar
- Comuna Žminj
- Comuna Funtana

#### Cantonul Lika-Senj
- Comuna Brinje
- Comuna Donji Lapac
- Comuna Karlobag
- Comuna Lovinac
- Comuna Perušić
- Comuna Plitvička Jezera
- Comuna Udbina
- Comuna Vrhovine

#### Cantonul Primorje-Gorski Kotar
- Comuna Baška
- Comuna Brod Moravice
- Comuna Čavle
- Comuna Dobrinj
- Comuna Fužine
- Comuna Jelenje
- Comuna Klana
- Comuna Kostrena
- Comuna Lokve
- Comuna Lovran
- Comuna Malinska-Dubašnica
- Comuna Matulji
- Comuna Mošćenička Draga
- Comuna Mrkopalj
- Comuna Omišalj
- Comuna Punat
- Comuna Ravna Gora
- Comuna Skrad
- Comuna Vinodolska
- Comuna Viškovo
- Comuna Vrbnik
- Comuna Lopar

#### Cantonul Šibenik-Knin
- Comuna Biskupija
- Comuna Civljane
- Comuna Ervenik
- Comuna Kijevo
- Comuna Kistanje
- Comuna Murter-Kornati
- Comuna Pirovac
- Comuna Primošten
- Comuna Promina
- Comuna Rogoznica
- Comuna Ružić
- Comuna Tisno
- Comuna Unešić
- Comuna Bilice
- Comuna Tribunj

#### Cantonul Split-Dalmația
- Comuna Baška Voda
- Comuna Bol
- Comuna Brela
- Comuna Cista Provo
- Comuna Dicmo
- Comuna Dugi Rat
- Comuna Dugopolje
- Comuna Gradac
- Comuna Hrvace
- Comuna Jelsa
- Comuna Klis
- Comuna Lećevica
- Comuna Lokvičići
- Comuna Lovreć
- Comuna Marina
- Comuna Milna
- Comuna Muć
- Comuna Nerežišća
- Comuna Okrug
- Comuna Otok Dalmatinski
- Comuna Podbablje
- Comuna Podgora
- Comuna Podstrana
- Comuna Postira
- Comuna Prgomet
- Comuna Primorski Dolac
- Comuna Proložac
- Comuna Pučišća
- Comuna Runovići
- Comuna Seget
- Comuna Selca
- Comuna Sućuraj
- Comuna Sutivan
- Comuna Šestanovac
- Comuna Šolta
- Comuna Tučepi
- Comuna Zadvarje
- Comuna Zagvozd
- Comuna Zmijavci

#### Cantonul Zadar
- Comuna Bibinje
- Comuna Galovac
- Comuna Gračac
- Comuna Jasenice
- Comuna Kali
- Comuna Kukljica
- Comuna Lišane Ostrovičke
- Comuna Novigrad
- Comuna Pakoštane
- Comuna Pašman
- Comuna Polača
- Comuna Poličnik
- Comuna Posedarje
- Comuna Povljana
- Comuna Preko
- Comuna Privlaka
- Comuna Ražanac
- Comuna Sali
- Comuna Stankovci
- Comuna Starigrad
- Comuna Sukošan
- Comuna Sveti Filip i Jakov
- Comuna Škabrnja
- Comuna Tkon
- Comuna Vir
- Comuna Zemunik Donji
- Comuna Kolan
- Comuna Vrsi